# Ішува
Ісува або Ішува (вірм. Ծոփք, грец. Σοφηνή, Цопк або Софена, в урартів Цупа; в ранньовізантійську епоху відома також як «Четверта Вірменія») — хеттське найменування протовірменського царства (або групи царств), що знаходилося на схід від ранньохеттської держави. Назва збереглася і після завоювання хеттами. Після краху Хеттської імперії на території Ішуви виникло пізньохеттське (лувійське за мовою[джерело?]) царство Камману. Згодом історична область Вірменії Цопк або Софена.

## Територія
Територія Ішуви приблизно збігалася з межами сучасної турецької провінції Елязиг. Долина Євфрату тут оточена гірським масивом. Місцями в цьому регіоні були сприятливі кліматичні умови завдяки достатку води, джерельної і дощової. Іригація полів була можлива без спорудження складних каналів. Долина ріки була підхожим місцем для інтенсивного сільського господарства, а у високогірних регіонах процвітало тваринництво. У горах були багаті поклади міді, які розроблялися вже в давнину.

## Населення
В Ішуві відсутня писемність, і досі мова місцевого населення до приходу лувійців невідома. Висувалися такі гіпотези про етнічний склад Ішуви:
- народ, близький до хеттів за мовою (анатолійської групи) — гіпотеза найменш достовірна зважаючи на явні відмінності матеріальної культури Ішуви від хетто-лувійської
- інший індоєвропейський народ
- хурити, урарти або споріднений народ (хурити і урарти були сусідами Ішуви на сході)
- хатти або споріднений народ (хатти населяли в дохеттський період центральну частину Анатолії)
- інший неіндоєвропейський народ.

## Історія

### Дохеттський період
Сільське господарство виникло в цій місцевості ще в епоху неоліту. Тут існувала халафоподібна культура. Близько 3000 р. до н. е. у верхів'ях долини Євфрату виникають міські центри. Слідом за ними в 3 тис. до н. е. виникають перші держави.
Назва Ішува вперше зустрічається в хеттських текстах 2 тис. до н. е. На території Ішуви виявлено лише кілька писемних пам'яток, основний масив інформації про неї відомий з хеттських текстів.

### Хеттський період
На захід від Ішуви була розташована ворожа їй держава хеттів. Хеттський цар Хаттусілі I (близько 1600 р. до н. е.), згідно з письмовими пам'ятками, перейшов зі своєю армією через Євфрат і зруйнував міста Ішуви. Цим повідомленням відповідають археологічні шари зі слідами пожеж.
Хеттський цар Суппілуліума I у своєму написі повідомляє, що за часів його батька, Тудхалії II (близько 1400 р. до н. е.) країна Ішува стала ворожою хеттам за підбурювання південного сусіда, царства Мітанні, яке намагалося сформувати антихеттську коаліцію. Згідно з фрагментарними хеттськими письменами, цар Мітанні на ім'я Шауштатар почав війну проти хетського царя Арнуванди I за підтримки Ішуви. Ця ворожнеча тривала до царювання Суппілуліуми, який близько 1350 р. до н. е. перейшов через Євфрат і вдерся в Ішуву зі своїми військами. Згідно з документом Суппілуліуми, він включив Ішуву до свого царства.
Ішува продовжувала існувати під управлінням васальних хеттам царів. З документів відомі імена лише небагатьох царів Ішуви: один, на ім'я Ехлі-Шаррума, згадується в хетському написі 13 ст. до н. е., і ще один, на ім'я Арі-Шаррума, згадується на глиняній печатці, знайденій в Коруджутепе (Korucutepe).

### Пізньохеттський період
Після краху Хеттської імперії, на початку 12 ст. до н. е. на території Ішуви виникає нова держава. Місто Мелід стало центром іншого протовірменського царства Камману, лувійського за мовою, у складі сиро-хеттських держав. На заході від Ішуви хеттів змінили фригійці і мушки, що мігрували на їхню територію, а на сході виникло царство Урарту. Найважливішим сусідом була Ассирія на півдні, яка врешті-решт перетворила Камману на свого данника, що досить швидко призвело до занепаду царства. Камману було у васальній залежності від Урарту між 804 і 743 роками і Мелід процвітав аж до розграбування ассирійським царем Саргоном II у 712 році до н. е.
Країна Арме очолювала територіальний союз, до якого входило і «царство» мушків, країни Ішува, Шубрія, Алше, Пурулумці і багато інших країн". Союзу вдалося об'єднати всі дрібні країни і народи Вірменського нагір'я в одну політичну одиницю. Союз, очолюваний країною Арме, скористався періодом безсилля Урарту і захопив його політичну спадщину. Злиття двох народів армінів і мушків, було дуже важливим фактором; воно призвело до створення на урарто-хуритському субстраті панівної мови, спочатку в територіальному союзі, на півдні Урарту; це була майбутня вірменська мова.

## Археологія
В даний час територія Ішуви практично зникла під водою внаслідок спорудження кількох дамб на річці Євфрат. Розпочатий за ініціативою турецького уряду Південно-східний анатолійський проект, що почався в 1960-і роки, призвів до спорудження дамб у Кебані і Каракая, а також греблі Ататюрка, після завершення яких у 1970-их роках долину було повністю затоплено. Четверта дамба, Биреджик, споруджена південніше 2000 року, затопила залишки долини Євфрату в Туреччині.

### Розкопки
За дорученням президента проєкту зі спорудження дамб, Кемаля Курдаша, почалися широкомасштабні археологічні розкопки з метою порятунку можливих артефактів. Команду турецьких, американських і нідерландських археологів очолив Мауріц ван Лун. Під час розкопок виявлено поселення від часів палеоліту і до середньовіччя. На розкопках городищ Ікізтепе, Коруджунтепе, Норшунтепе і Пулур в околицях річки Мурат, східної притоки Євфрату, виявлено великі поселення бронзової доби, що датуються 4-2 тис. до н. е. Ймовірно, саме в цих місцях знаходився адміністративний центр царства Ішува, що відповідає хеттським повідомленням про перетин Євфрата, необхідний для досягнення країни.
На щастя, затоплення не зачепило важливого археологічного городища Арслантепе поблизу сучасного міста Малатья. Зараз[коли?] група італійських археологів на чолі з Марчеллою Франджіпане розкопує це городище і прилеглі території. Місто Мелід, яке перебувало на місці Арслантепе, існувало до римського часу і було столицею одного з пізньохеттських царств.

### Культура
В найраніших поселеннях Ішуви видно сліди культурних контактів з містом Тель-Брак на південь від неї, яке, проте, відносилося до іншої культури. Сільське господарство виникло рано завдяки сприятливим кліматичним умовам. Ішува перебувала на зовнішній околиці ранньомесопотамської культури Урукського періоду. Населення Ищувы також володіло знаннями з металургії, і вже в 4 тис. до н. е. досягли рівня бронзової доби. Мідь спочатку сплавляли з миш'яком, потім з оловом. На північно-східній околиці культура Ішува контактувала з Кавказом. У хеттський період в культурі Ішуви спостерігаються помітні паралелі з культурами Центральної Анатолії і з хурритами, що розташовувалися південніше. У монументальній архітектурі простежується вплив хеттів. В епоху пізньохеттського царства Камману видно вплив Фригії, Ассирії та Урарту. В епоху скіфських набігів на території Ішуви з'являються скіфські поховання.